# Dan Donegan
Dan Donegan (Oak Lawn, Illinois; 1 de agosto de 1968) es el guitarrista de Disturbed. Comenzó a tocar la guitarra mientras era un adolescente y formó una banda llamada Vandal. Desde 2013, ha llevado a cabo un proyecto paralelo llamado, Fight or Flight en colaboración con otro miembro de la banda Disturbed, Mike Wengren.

## Vida personal
Donegan tenía cabello muy largo durante las tempranas épocas de Brawl y Disturbed. Según el DVD de Disturbed titulado M.O.L., Donegan consiguió un trabajo con su padre en una construcción. Le requirieron cortar su pelo, pero éste optó por usar una peluca para engañar a su padre y guardar su pelo largo. Trabajó, y su padre le dejó usar su pelo largo. Donegan tiene una hija llamada Maya y un hijo nombrado Justin. En el 2008 recibió la guitar world por su excelente crecimiento del álbum Ten Thousand Fists al Indestructible, además como curiosidad es el miembro del grupo más alto, mide 1,87 m

## Equipamiento
A principios de su carrera con Disturbed, usó una Gibson Les Paul. Luego reemplazo su Gibson por una Paul Reed Smith, el modelo de Tremonti. Donegan es un fanático de las cuerdas de guitarra GHS Boomer y utiliza el sistema galga 10-46. Durante un tiempo (2007-2009) la empresa Washburn Guitars produjo una línea de guitarras con su nombre [foto], pero el contrato terminó a finales de 2009.
Donegan ha utilizado sobre todo los amplificadores Randall y los Mesa-Boogie, usando Randalls para los recitales en lugares cerrados, y los MESA para los recitales al aire libre. 
Donegan también utiliza el Digitech Dan Donegan, que Digitech hizo para él. Él también utiliza el pedal de Digitech Whammy y se ha visto usar el pedal de la distorsión Metal Master de Digitech. Según una entrevista en 2000, Donegan también utiliza el BOSS PH-2 Super Phaser, un Crybaby Wah de Dunlop, y un pedal de volumen Ernie Ball. Él también utiliza un BBE Sonic maximize.

## Discografía
Brawl
- Demo Tape (1994)

Disturbed
- Demo (1998)
- The Sickness (2000)
- Believe (2002)
- Ten Thousand Fists (2005)
- Indestructible (2008)
- Asylum (2010)
- The Lost Children (2011)
- Immortalized (2015)

Fight or Flight
- A Life by Design? (2013)